# اهل صالح المسانى

تعديل مصدري - تعديل

اهل صالح المسانى هي إحدى قرى عزلة أحور بمديرية أحور التابعة لمحافظة أبين، بلغ تعداد سكانها 372 نسمة حسب تعداد اليمن لعام 2004.